# Суковкино
Суковкино — деревня в Касторенском районе Курской области России. Входит в состав Краснознаменского сельсовета.

## История
- На специальной карте Западной части России Шуберта видно, в 1826-1840 Суковкиным принадлежал фольварк или хутор Суковкин (обособленное поселение, принадлежащее одному владельцу, помещичье хозяйство), там находилась ветряная мельница. Таким образом, впервые появляется населённый пункт с названием «Суковкино».
- С 1869 года  в Воронежской губернии начинает развиваться железнодорожный транспорт. Рядом с хутором Суковкин проложена железнодорожная линия, а в 1870 году недалеко от хутора на Трёхверстной военно-топографической карте Курской губернии появляется станция «Суковкино», рядом с которой в начале 20 века будет построен винокуренный завод.

- По данным 1925 года на станции «Суковкино» находилось 12 хозяйств - 71 житель, располагалось почтовой отделение; госвинзавод -18 хозяйств, 30 жителей; хутор Суковкино – 18 хозяйств, 88 жителей. В общем, территория указанных поселений именовалась деревней Суковкино.

## География
Деревня находится в восточной части Курской области, в лесостепной зоне, в пределах юго-западной части Среднерусской возвышенности, к западу от реки Олым, на расстоянии примерно 16 километров (по прямой) к югу от посёлка городского типа Касторное, административного центра района. Абсолютная высота — 191 метр над уровнем моря.
Климат
Климат характеризуется как умеренный, со среднегодовой температурой воздуха +5,1 °C и среднегодовым количеством осадков 547 мм.
Часовой пояс
Деревня Суковкино, как и вся Курская область, находится в часовой зоне МСК (московское время). Смещение применяемого времени относительно UTC составляет +3:00.

## Население
| 2002 | 2010 |
| ---- | ---- |
| 169  | ↘163 |

Гендерный состав
По данным Всероссийской переписи населения 2010 года в гендерной структуре населения мужчины составляли 50,3 %, женщины — соответственно 49,7 %.
Национальный состав
Согласно результатам переписи 2002 года, в национальной структуре населения русские составляли 99 % из 169 чел.

## Улицы
Уличная сеть деревни состоит из четырёх улиц и двух переулков.

## Транспорт
Через деревню проходит железнодорожная линия Елец — Старый Оскол Юго-Восточной железной дороги. Имеется остановочный пункт — станция Суковкино.